# 半自助旅遊
半自助旅遊是指旅游行程的部分由旅行社安排，部分自己安排的旅遊方式，介於自由行和團體旅遊。
由旅行社安排的項目通常為代訂機票、住宿及部份景點的門票等。由自己安排的項目通常為：自己安排景點、在地交通、食物。半自助旅遊可以是單獨一人，也可以是數人所組成。